# Maryna Marczenko
Maryna Anatolijiwna Marczenko, ukr. Марина Анатоліна Марченко (ur. 12 lipca 1985 w Siewierodoniecku) – ukraińska siatkarka, grająca na pozycji przyjmującej i atakującej, reprezentantka kraju od 2007 roku.

## Sukcesy klubowe
Liga ukraińska:
- 2005, 2006, 2007, 2008
- 2009
- 2004

Puchar Ukrainy:
- 2005, 2006, 2007, 2008

Puchar Francji:
- 2009, 2010, 2011

Liga francuska:
- 2009, 2010, 2011

Liga Mistrzyń:
- 2010

Liga rosyjska:
- 2013, 2014, 2015

Puchar Rosji:
- 2013